# Джон Резиг
Джон Резиг е американски програмист и предприемач, най-известен като създател и водещ разработчик на JavaScript библиотеката jQuery.

## Кариера
Джон Резиг понастоящем е разработчик на приложения в Академия Хан. Работил е като разрабточик на инструменти за JavaScript към Mozilla Corporation. За своята работа по jQuery той встъпва в Зала на славата на Иститута по технологии Рочестър на 30 април 2010.
Джон Резиг също така е автор на блога ejohn.org и модерира голям брой 'subreddits' в Reddit.

## Публикации
Резиг е автор на книгата Pro JavaScript Techniques, публикувана от Apress през 2006.Към 2010, Джон Резиг работи върху друга книга за Manning Publications, Secrets of the JavaScript Ninja с Беър Бибо, която е запланувана за печат през 2012.